# 巴蓋里亞
巴蓋里亞（義大利語：Bagheria）是位於義大利南部西西里大區巴勒莫广域市的一個市镇。最早建於1658年。後發展為一個度假勝地。

## 文艺作品
- 电影《天堂电影院》